# Le Fantôme de maître Guillemin
Le Fantôme de maître Guillemin est un roman policier écrit par Évelyne Brisou-Pellen dont l’intrigue se déroule au Moyen Âge. Il a été publié par Gallimard en 1993.

## Résumé
À Nantes, en Bretagne indépendante,  au XVe siècle, Martin, jeune garçon de douze ans, est abandonné par sa mère. À Angers, il a été recueilli par l'hospice des enfants trouvés et a été élevé par sœur Marie, qui l'a traité comme son fils. Il parle couramment le latin et le grec, il se rend aussi très souvent à la chapelle pour parler à Jésus. À douze ans Martin sait déjà beaucoup de choses. Il a passé le bac et est en licence d'art. Les autres l'appellent béjaune (les béjaunes sont des personnes nouvelles bizutées , c'est un surnom) car ils ont tous plus de 14 ans (âge légal pour le bac à cette époque). Trois étudiants non boursiers (Guillaume, François et Pierre)  sont tués et on accuse le fantôme de Maître Guillemin car il avait fait son don pour les enfants pauvres. À la fin du livre, Martin apprend que l'assassin est son confesseur, frère Eon, dans le but de sauver les âmes de ses victimes (ses victimes allaient disséquer des corps humains pour leurs études en médecines, mais frère Éon, étant très chrétien, était totalement contre). Son assistant, frère Clément, le tue en voulant protéger frère Éon car ce dernier ne devait surtout pas être découvert, et était trop vieux pour continuer de vivre. 